# HTV-4
HTV-4 (inna nazwa Kounotori 4) – misja statku transportowego H-II Transfer Vehicle (HTV), wykonana przez JAXA w celu zaopatrzenia Międzynarodowej Stacji Kosmicznej.

## Przebieg misji
Start misji nastąpił 3 sierpnia 2013 roku o 19:48:46 czasu UTC. Rakieta nośna H-IIB wystartowała ze statkiem HTV-4 z kompleksu startowego Yoshinobu Centrum Lotów Kosmicznych Tanegashima. Kounotori 4 zbliżył się do ISS 9 sierpnia 2013 i o 11:22 UTC został uchwycony przez mechaniczne ramię Canadarm2. Następnie został on przyciągnięty do portu dokującego w module Harmony i o 15:28 UTC nastąpiło jego cumowanie do stacji.
Kounotori 4 pozostał zadokowany do ISS przez 25 dni, po czym odłączył się od stacji 4 września 2013 o 12:07 UTC. Następnie został on odciągnięty od ISS przez Canadarm2 i wypuszczony o 16:20 UTC. Po oddaleniu się od stacji rozpoczęto manewr jego kontrolowanej deorbitacji, w wyniku czego statek spłonął w atmosferze 7 września 2013 roku o 06:37 UTC nad Pacyfikiem.

## Ładunek
Statek HTV-4 wyniósł na orbitę ładunek o masie 5400 kg. W sekcji hermetycznej znajdowało się 3900 kg zaopatrzenia, w tym:
- 3003 kg zaopatrzenia z NASA:
  - 1365 kg sprzętu dla systemów funkcjonujących na stacji,
  - 819 kg wody pitnej,
  - 507 kg pożywienia,
  - 273 kg środków dla załogi,
  - 39 kg materiałów badawczych,
- 897 kg zaopatrzenia z JAXA:
  - 585 kg sprzętu dla systemów funkcjonujących na stacji,
  - 78 kg materiałów badawczych,
  - 39 kg środków dla załogi,
  - 195 kg materiałów badawczych.

W ładowni niehermetycznej Kounotori 4 znajdowały się przedmioty zakontraktowane przez NASA o łącznej masie 1500 kg, w tym:
- zapasowa skrzynka przełączników do zamontowania na strukturze kratownicowej (ITS),
- zapasowy zespół przesyłu energii, sygnałów i danych do zamontowania na ITS,
- eksperyment naukowy STP-H4 do umieszczenia na zewnątrz stacji.

Po rozładowaniu statku HTV-4 został on wypełniony śmieciami i niepotrzebnymi sprzętami. W ładowni niehermetycznej Kounotori 4 umieszczono ważącą 319 kg aparaturę badawczą STP-H3, która została dostarczona na ISS podczas misji STS-134. Służyła ona do badania warunków panujących w otwartej przestrzeni kosmicznej oraz testowania systemu kontroli temperatury. W czasie wchodzenia statku w atmosferę wszystkie te przedmioty spłonęły razem z nim. 

## Galeria

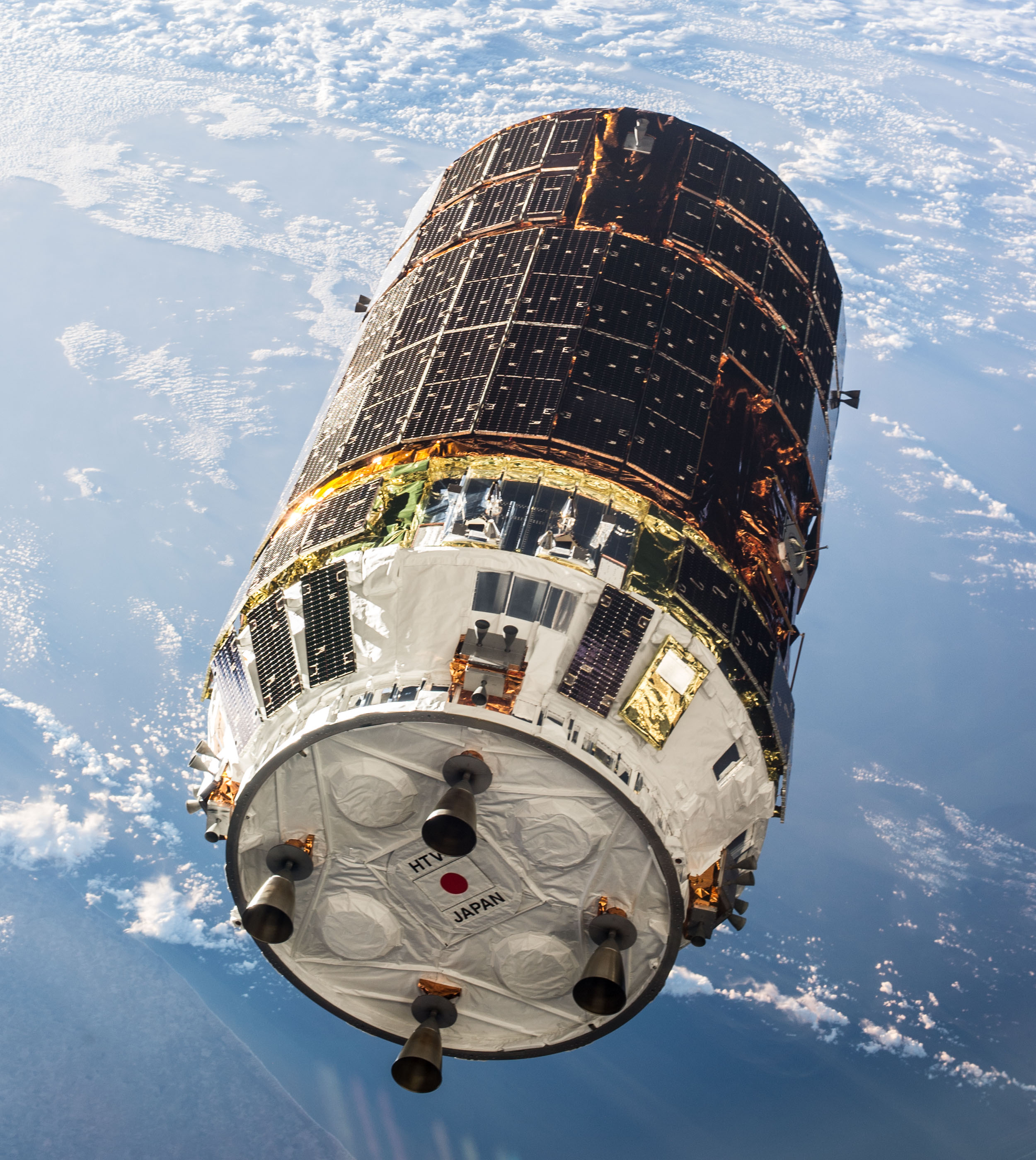
Kounotori 4 zbliżający się do stacji
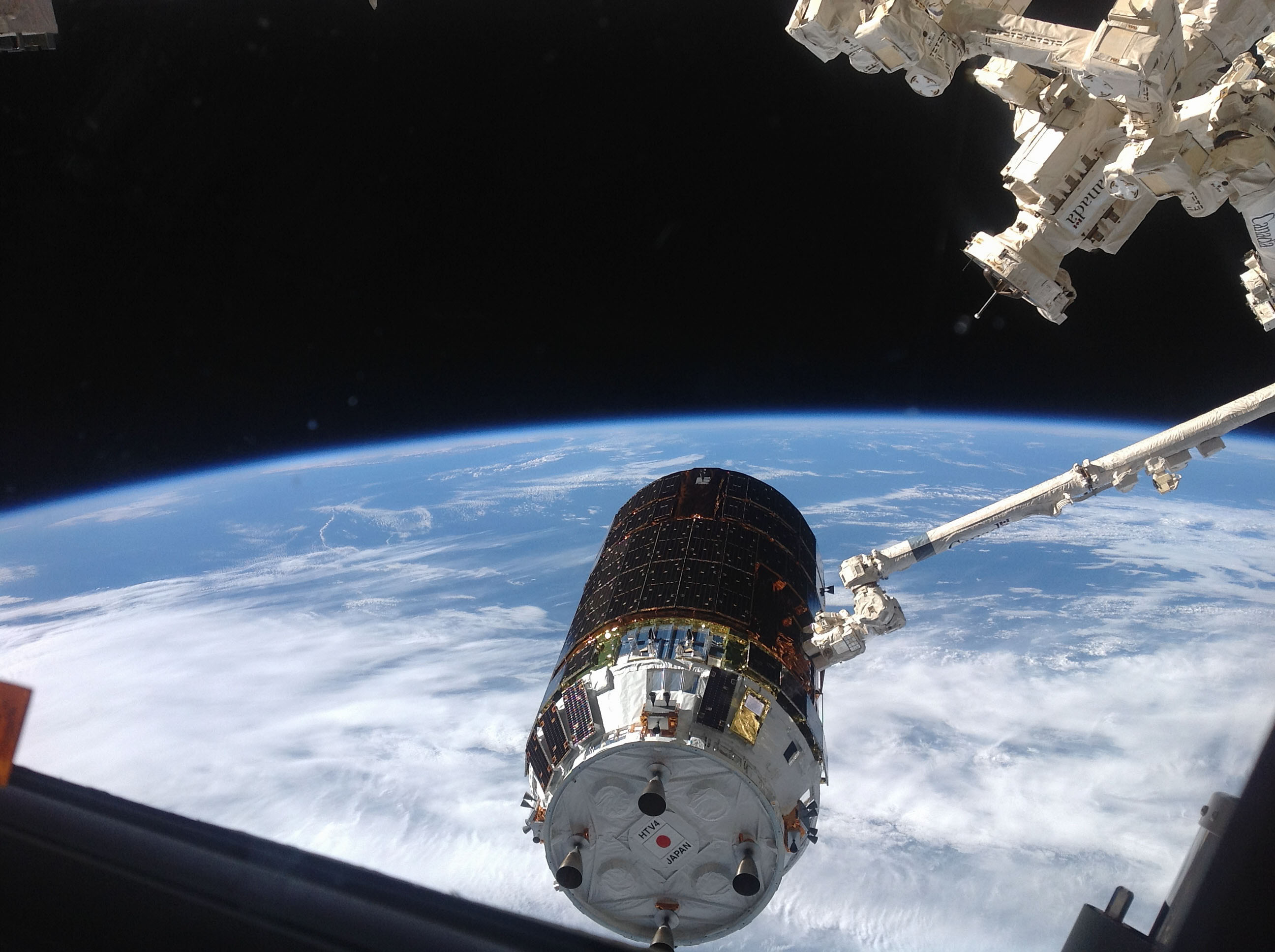
HTV-4 uchwycony przez Canadarm2
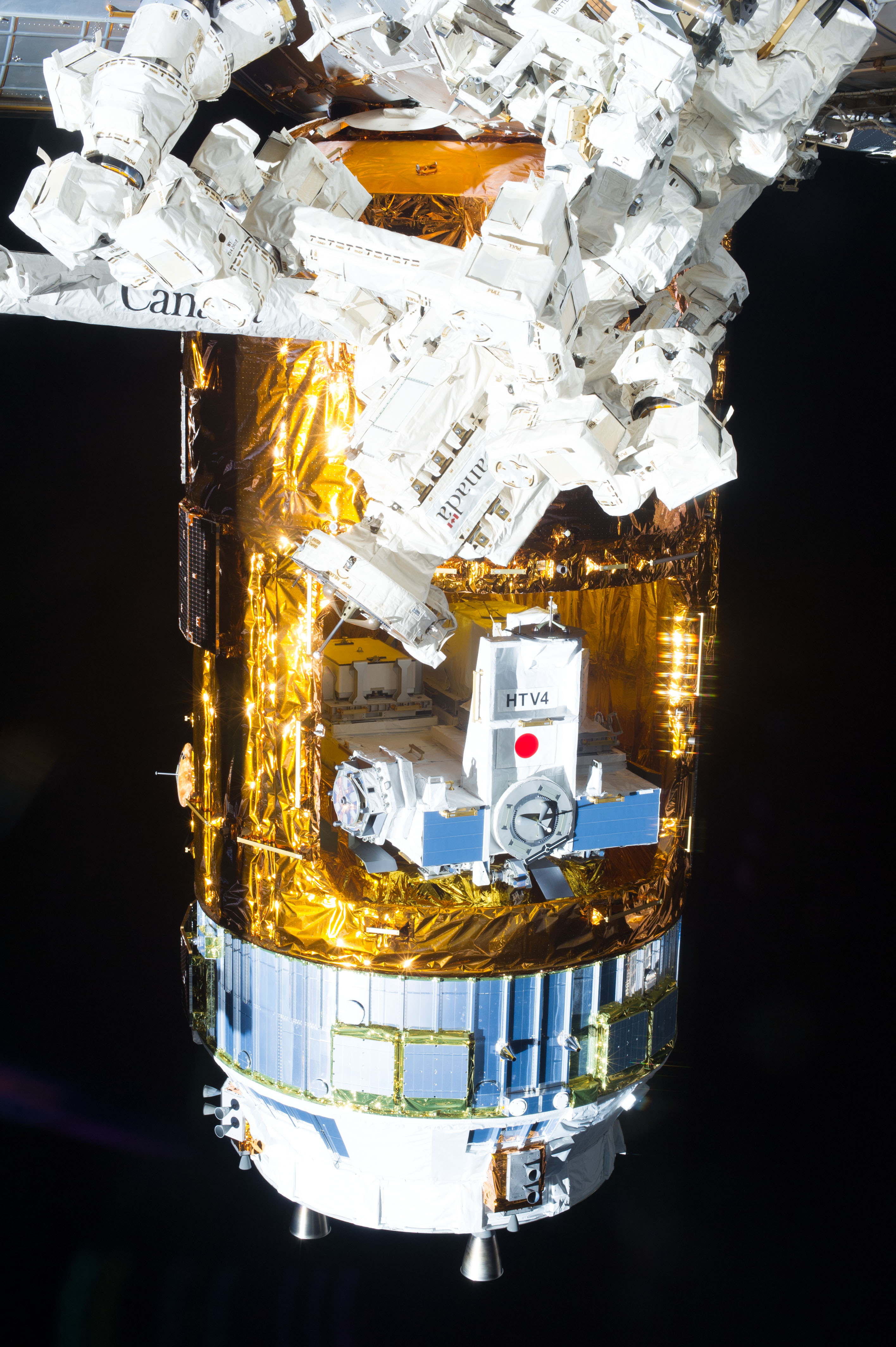
Statek HTV-4 zadokowany do modułu Harmony z widoczną ładownią niehermetyczną
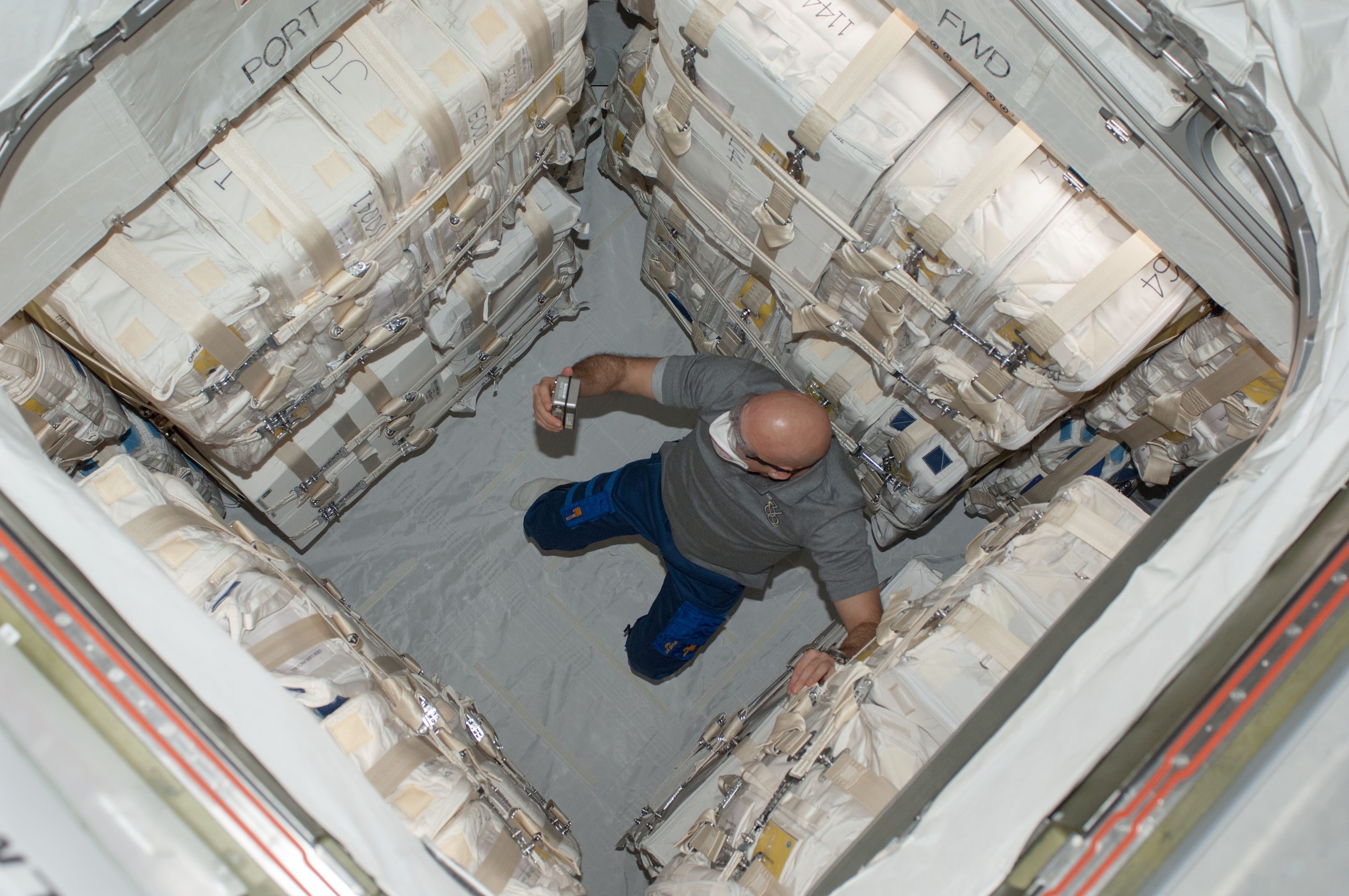
Astronauta Luca Parmitano wewnątrz sekcji ciśnieniowej statku Kounotori 4
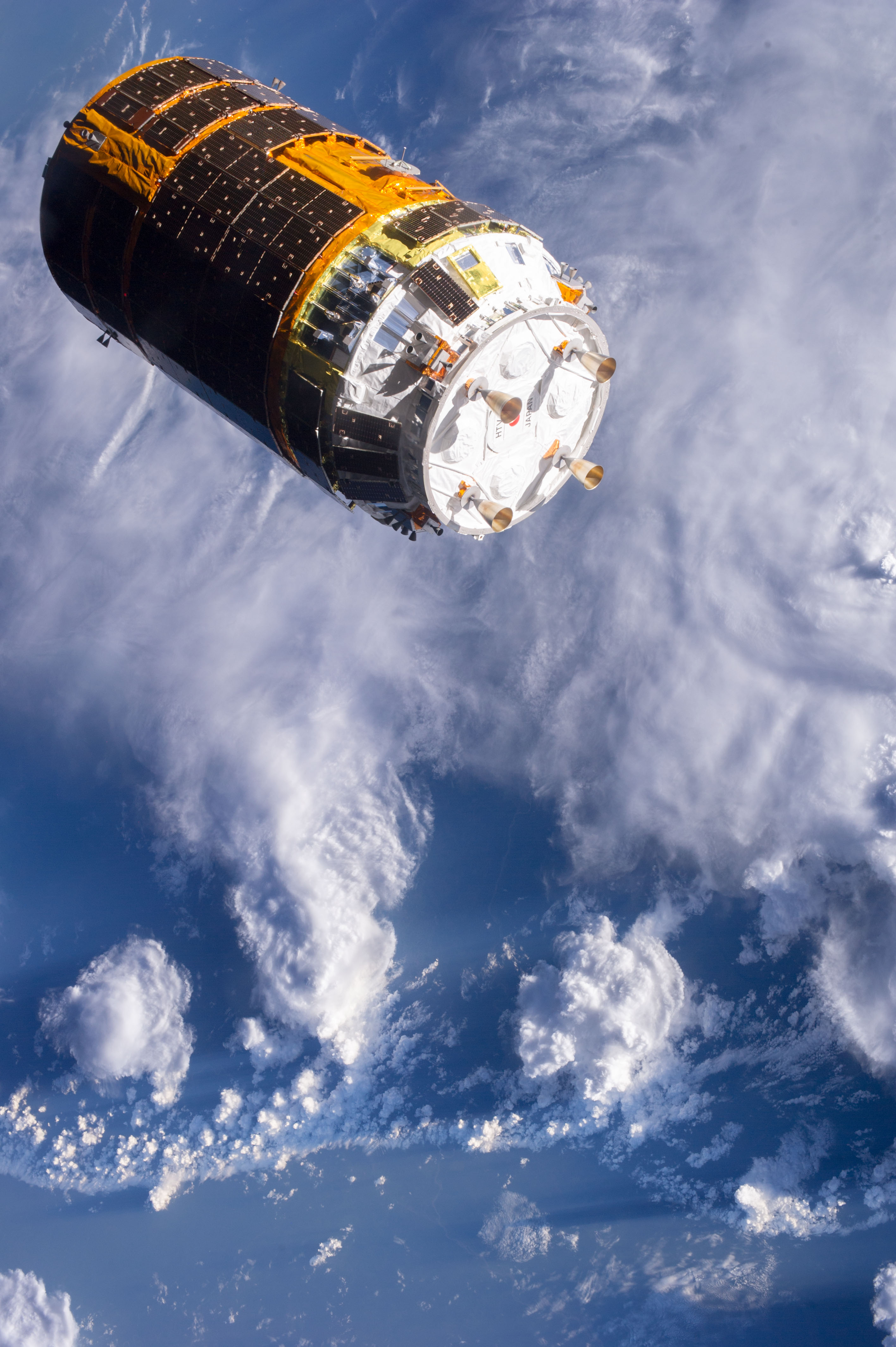
HTV-4 oddala się od ISS po odcumowaniu i wypuszczeniu przez Canadarm2
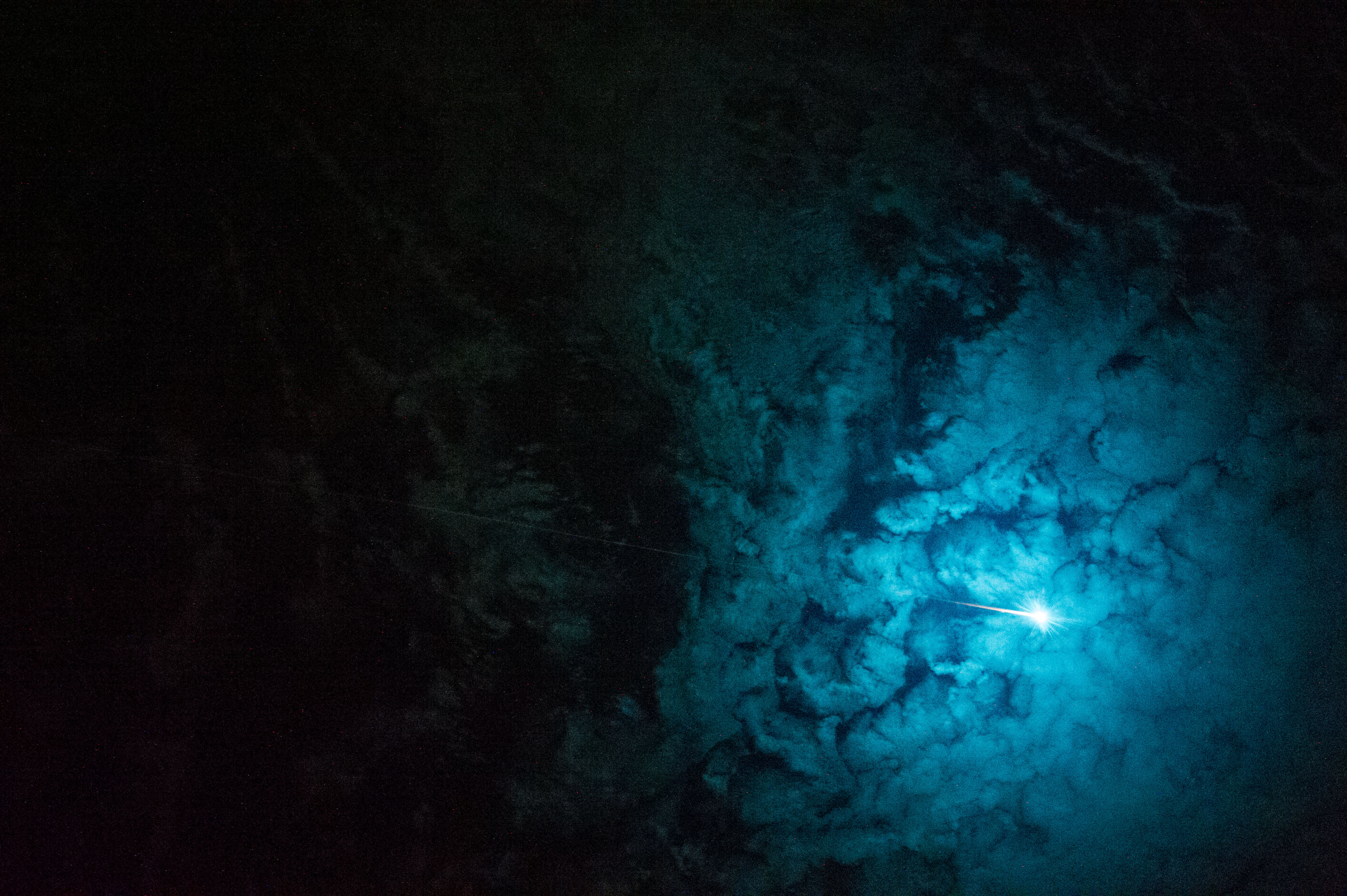
Statek HTV-4 spala się w atmosferze po kontrolowanej deorbitacji (widok z ISS)